# Biskupiec (village)
Biskupiec est un village de Pologne dans la voïvodie de Varmie-Mazurie et le powiat de Nowe Miasto.
Localité indépendante de 1331 à 1946, elle fait partie de la voïvodie de Toruń de 1975 à 1998. 

## Histoire

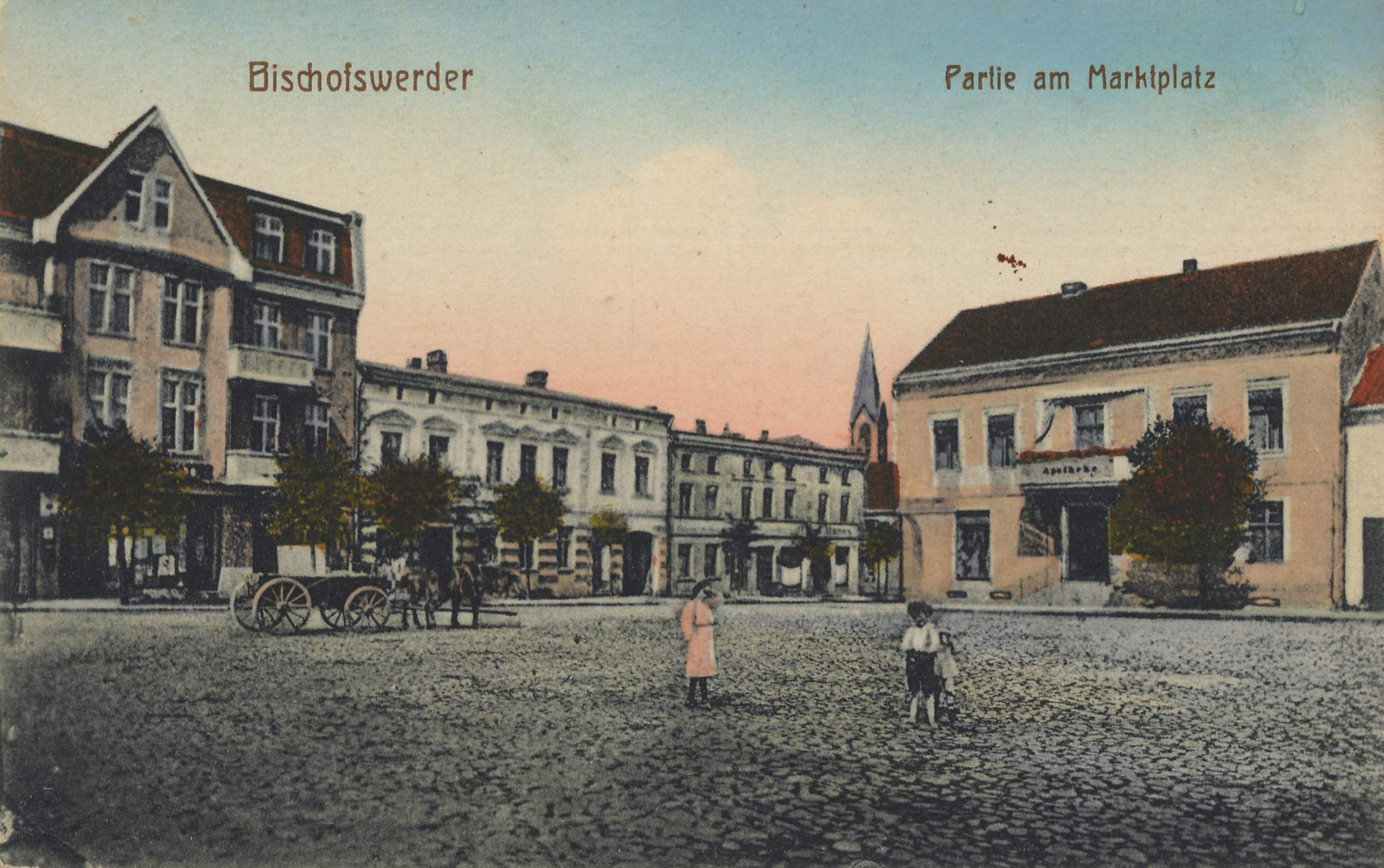
La place du marché sur une photographie ancienne

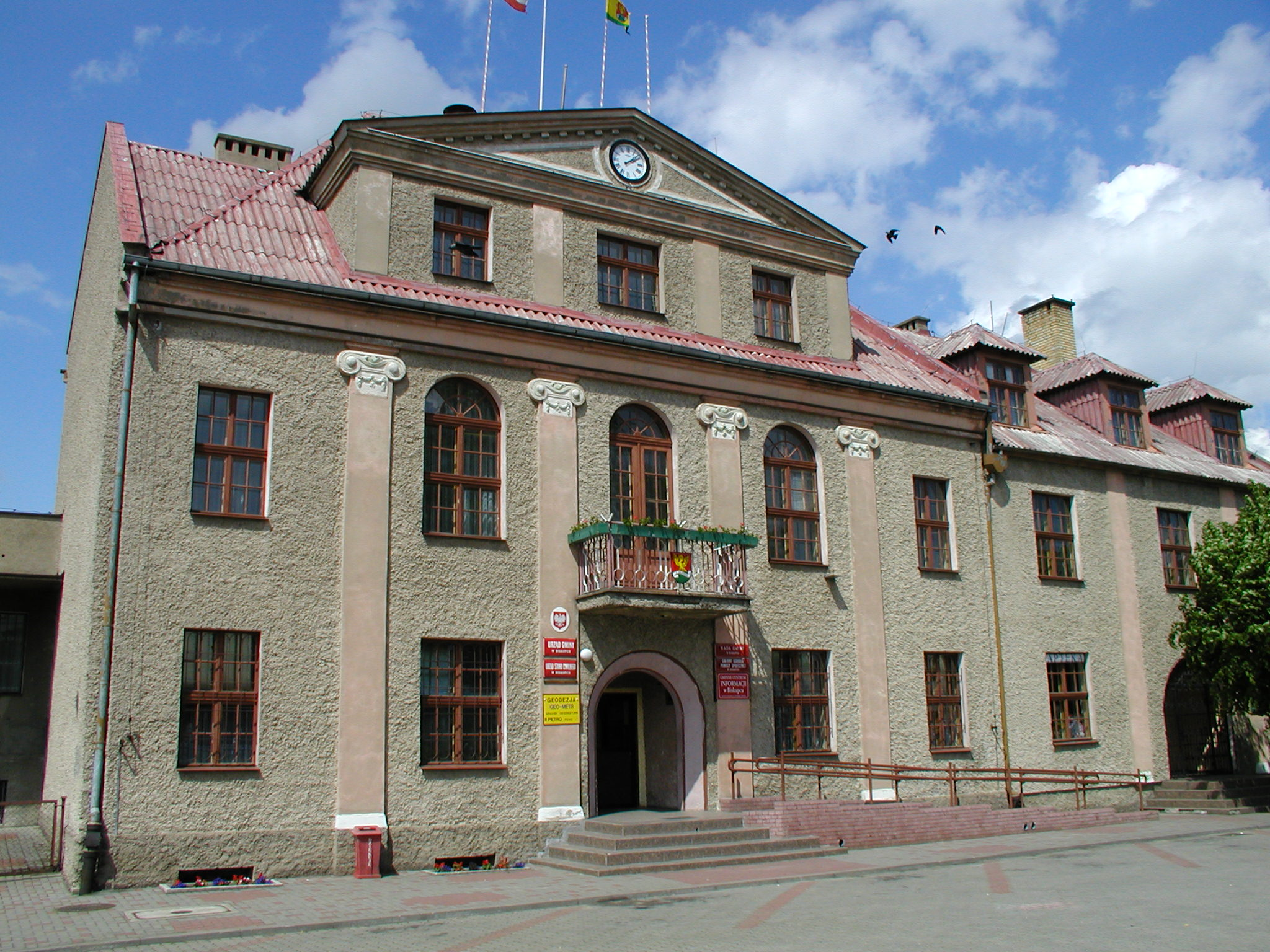
Mairie

La localité est fondée en 1325 sur le territoire de l'Ordre teutonique par l'évêque de Pomésanie Rudolf sous le nom de Bischofswerder (en traduction polonaise « flèches épiscopales ») et en 1331 elle est élevée au rang de ville. Principalement habité par des colons allemands, le lieu reçoit sa propre église et ses murs défensifs. En 1540, la Réforme est officiellement introduite dans la ville, bien qu'en 1625 sa population soit considérée comme à moitié catholique. De 1818 à 1945, Bischofswerder fait partie de l'arrondissement de Rosenberg-en-Prusse-Occidentale dans la district de Marienwerder au sein de la province de Prusse-Occidentale.
Après le retour à l'indépendance de la Pologne, le traité de Versailles marque la frontière germano-polonaise sur la rivière Osie (de), à proximité immédiate de la ville. Bischofswerder devient une ville frontalière allemande mais sa gare se trouve sur le territoire polonais. Dans le cadre du plébiscite national en Prusse orientale tenu le 11 juillet 1920, seuls 15 % des 1 509 votes exprimés dans la ville sont en faveur de l'adhésion à la Pologne. Coupée de la gare, la ville reçoit une nouvelle connexion avec Kisielice en 1925, à partir de la gare nouvellement construite de Bischofswerder Stadt.
En 1945, Biskupiec est gravement endommagé (60 %) lors de l'occupation par l'armée soviétique. La ville est rendue à la Pologne, sa population est déplacée vers l'Allemagne et remplacée par des ressortissants polonais. Le 1er août 1946, Biskupiec en ruine, est privée de ses droits municipaux par l'administration polonaise, et son centre n'est pas reconstruit. Le nom actuel du village est administrativement approuvé le 12 novembre 1946. En 1969, la liaison ferroviaire avec Kisielice, qui perdait de son importance, est définitivement fermée.
En 2006, une tentative de reconquête des droits de cité échoue (faible population ; faible soutien des habitants ; faible nombre d'institutions exerçant des fonctions supra-locales à caractère urbain ; éparpillement important du bâti de la ville ; pas de centre clairement développé).

## Personnalité
- Hugo von Obernitz (1819-1901), général prussien, y est né.
- Franz Poenitz (1850-1912), compositeur et harpiste, y est né.
- Oswald Holder-Egger (1851-1911), philologue, y est né.